# Trường Đại học Công nghiệp và Thương mại Hà Nội
Trường đại học Công nghiệp và Thương mại Hà Nội (tiền thân là Trường Đại học Công nghiệp Dệt may Hà Nội) là trường đại học công lập định hướng ứng dụng, được thành lập theo Quyết định số 27/NT ngày 19/01/1967 của Bộ trưởng Bộ Nội thương (nay là Bộ Công thương). Trường đã chính thức được đổi tên thành Trường Đại học Công nghiệp và Thương mại Hà Nội vào ngày 4 tháng 7 năm 2025, theo Quyết định số 1485/QĐ-TTg của Thủ tướng Chính phủ. 

## Đào tạo

### Trình độ đại học
1. Công nghệ may
2. Công nghệ sợi, dệt
3. Quản lý công nghiệp
4. Marketing
5. Thương mại điện tử
6. Công nghệ kỹ thuật cơ khí
7. Công nghệ kỹ thuật điện, điện tử
8. Thiết kế thời trang
9. Thiết kế đồ họa
10. Kế toán
11. Quản trị kinh doanh

### Trình độ cao đẳng
1. Công nghệ may
2. Sửa chữa thiết bị may

## Thành tích
- Huân chương Độc lập hạng Nhì
- Huân chương Lao động hạng Nhì
- Huân chương Lao động hạng Ba
- Bằng khen của Chính phủ
- Cờ thi đua và Bằng khen của Tổng Liên đoàn Lao động Việt Nam và Công đoàn Dệt May Việt Nam.